# Short track na Zimowej Uniwersjadzie 2009
Short track na Zimowej Uniwersjadzie 2009 odbyła się w dniach 19 – 23 lutego w Hali sportowej Uniwersytetu Technicznego w Harbinie.
Rozdanych zostało 10 medali.

## Terminarz
| Dyscyplina   | 17.02 | 18.02 | 19.02 | 20.02 | 21.02 | 22.02 | 23.02 | 24.02 | 25.02 | 26.02 | 27.02 | 28.02 |
| ------------ | ----- | ----- | ----- | ----- | ----- | ----- | ----- | ----- | ----- | ----- | ----- | ----- |
| Mężczyźni    |       |       |       |       |       |       |       |       |       |       |       |       |
| 500 m        |       |       |       | ●     |       |       |       |       |       |       |       |       |
| 1000 m       |       |       |       |       |       |       | ●     |       |       |       |       |       |
| 1500 m       |       |       | ●     |       |       |       |       |       |       |       |       |       |
| 3000 m       |       |       |       |       |       | ●     |       |       |       |       |       |       |
| sztafeta     |       |       |       |       |       |       | ●     |       |       |       |       |       |
| Kobiety      |       |       |       |       |       |       |       |       |       |       |       |       |
| 500 m        |       |       |       | ●     |       |       |       |       |       |       |       |       |
| 1000 m       |       |       |       |       |       |       | ●     |       |       |       |       |       |
| 1500 m       |       |       | ●     |       |       |       |       |       |       |       |       |       |
| 3000 m       |       |       |       |       |       | ●     |       |       |       |       |       |       |
| sztafeta     |       |       |       |       |       |       | ●     |       |       |       |       |       |
| Medale złote | –     | –     | 2     | 2     | –     | 2     | 4     | –     | –     | –     | –     | –     |

## Konkurencje
| - 500 metrów - 1000 metrów - 1500 metrów - 3000 metrów - sztafeta | - 500 metrów - 1000 metrów - 1500 metrów - 3000 metrów - sztafeta |

## Obiekty
| Obiekt                                             | Miasto | Funkcja           |
| Hala sportowa Uniwersytetu Technicznego w Harbinie | Harbin | Zawody i treningi |

## Medale
| Konkurencja | Złoto                                                | Srebro                                                                             | Brąz                                                                    |
| Mężczyźni   |                                                      |                                                                                    |                                                                         |
| 500 metrów  | Jang Won-hoon                                        | Gao Ming                                                                           | Junji Ito                                                               |
| 1000 metrów | Lee Seung-hoon                                       | Guillaume Bastile                                                                  | Ruslan Zakharov                                                         |
| 1500 metrów | Lee Seung-hoon                                       | Kim Seoung-il                                                                      | Yun Tae-sik                                                             |
| 3000 metrów | Lee Seung-hoon                                       | Kim Seoung-il                                                                      | Yun Tae-sik                                                             |
| Sztafeta    | Chiny Ming Gao Chen Xin Wang Hongyang Zhang Zhiqiang | Kanada Guillaume Bastille Alex Boisvert Lacroix Richard Schoebridge Tyler Derraugh | Korea Południowa Kim Seoung-il Lee Seung-hoon Jang Won-hoon Yun Tae-sik |
| Kobiety     |                                                      |                                                                                    |                                                                         |
| 500 metrów  | Liu Qiuhong                                          | Li Wenwen                                                                          | Meng Xiaoxiue                                                           |
| 1000 metrów | Liu Qiuhong                                          | Zhou Yang                                                                          | Jung Ba-ra                                                              |
| 1500 metrów | Zhou Yang                                            | Liu Qiuhong                                                                        | Sun Linlin                                                              |
| 3000 metrów | Choi Jung-won                                        | Liu Qiuhong                                                                        | Kim Hye-kyung                                                           |
| Sztafeta    | Chiny Zhou Yang Sun Linlin Meng Xiaoxiue Liu Qiuhong | Korea Południowa Yang Shin-young Jung Ba-ra Kim Hye-kyung Choi Jung-won            | Kanada Valerie Lambert Annik Plamondon Nita Avrith Marie Andree         |